# Trivago
Trivago é um motor de busca e comparador de preço de hotéis e periféricos em geral, atualmente o maior do mundo. O site compara preços de mais de 700 000 hotéis e periféricos em mais de 200 sites de reserva e compra, como o Expedia, Booking.com, kabum.com ou Hoteis.com. Com sua sede em Düsseldorf, recebe mais de 45 milhões de visitas todos os meses nas suas 40 plataformas internacionais. Integra mais de 82 milhões de opiniões sobre hotéis e periféricos e 14 milhões de fotos.

## Empresa

### História
A ideia para o trivago nasceu em 2004, na sequência de um encontro entre Stephan Stubner, Peter Vinnemeier e Rolf Schrïmgens em Munique. A primeira versão beta foi lançada online em 2005, por Peter Vinnemeier, Rolf Schrïmgens e Malte Siewert, focada sobretudo em construir conteúdos comunitários de viagens. Apesar de funcionar, inicialmente, a partir de um escritório temporário debaixo de uma garagem, em Düsseldorf, no final do ano já recebia 150 mil visitas por mês.
Em 2007, o trivago começa a sua expansão internacional, lançando o trivago Espanha, França e Reino Unido, iniciando a comparação de preços entre vários sites de reserva (em vez da tradicional reserva directa) que é hoje em dia preponderante na funcionalidade do site. Um grupo de investidores, que inclui os irmãos Samwer, Daniel WIld, Cyril Jaugey, Florian Heinemann, Lukasz Gadowski, decide investir na empresa. No ano seguinte, o trivago continua a sua expansão, desta vez para a Polónia e a Suécia, e o fundo Howzat Media investe no site. O trivago torna-se rentável em 2009, depois de dois anos a investir no crescimento. O primeiro anúncio televisivo é lançado na Alemanha e a taxa de crescimento anual aproxima-se dos 400%.
Quando mais de 100 sites de reserva estão incluídos na comparação de preços, em 2010 já metade dos alemães e dos espanhóis conheciam a marca trivago (Espanha viria mesmo a tornar-se o mercado mais importante para a empresa, no ano seguinte). Em 2012 já quase 200 pessoas trabalham na empresa, numa altura em que o site gera mais de 1 milhão de encaminhamentos por dia para sites de reserva e é a marca mais reconhecida para pesquisa e reserva de hotéis online na Alemanha, Itália e Espanha. Em Dezembro do mesmo ano, a Expedia, grupo norte-americano de turismo online, anunciou a aquisição de 61,6% do trivago por 474 milhões de euros, dos quais 434 milhões em dinheiro e o restante em acções do grupo. A gestão da empresa permanece, ainda assim, totalmente independente e nas mãos dos três fundadores iniciais. Em 2013, a expansão além da Europa estava cada vez mais consolidada com o lançamento de campanhas na Austrália, Coreia do Sul, Índia e Japão, ao mesmo tempo que um cada cinco norte-americanos afirma conhecer ou já ter usado o trivago.
Atualmente está presente, com plataformas locais, em: Alemanha, Argentina, Austrália, Áustria, Bélgica, Brasil, Bulgária, Canadá, República Checa, Chile, China, Colômbia, Coreia do Sul, Dinamarca, Eslovénia, Espanha, EUA, Finlândia, França, Holanda, Grécia, Hong Kong, Hungria, Índia, Irlanda, Itália, Japão, México, Noruega, Nova Zelândia, Polónia, Portugal, Reino Unido, Roménia, Rússia, Sérvia, Singapura, Suécia, Suíça e Turquia.

## Produto

### Motor de busca de hotéis
O trivago compara preços de hotéis, assim como outras características dos mesmos. Os utilizadores podem iniciar uma pesquisa no trivago introduzindo o nome de uma cidade, país, hotel ou até mesmo uma atracção turística, além das datas da viagem e o tipo de quarto. O utilizadores podem tornar a pesquisa ainda mais específica, filtrando os resultados por preço, categoria do hotel ou características do mesmo. Opções como Wi-Fi, spa, praia e piscina podem ser seleccionadas de forma a facilitar a pesquisa de um hotel com as características pretendidas. Também é possível pesquisar por hotéis próximos de um ponto de interesse, como o centro da cidade ou um endereço específico. Opções alternativas também são oferecidas, no caso de o destino escolhido não ter muitos hotéis disponíveis ou se o sistema não conseguir identificar informações geográficas. O site mostra ao utilizador todas as ofertas disponíveis que podem ser reservadas num site de reserva conectado ao trivago.
O comparador de hotéis oferece informações oriundas de diferentes fontes: sites de reserva, hoteleiros e utilizadores. As informações estão agrupadas, de forma a que os utilizadores possam ver hotéis disponíveis, preços, opiniões de hóspedes, fotos do destino e de hotéis, além de descrições dos estabelecimentos. A avaliação dos hotéis visível no trivago é baseada em informações de fontes externas e também na opinião dos próprios utilizadores do site, com a finalidade de oferecer uma classificação mais equilibrada. No que diz respeito ao conteúdo gerado por utilizadores, os membros da comunidade recebem um pequeno bónus em dinheiro pelo conteúdo que adicionam. As receitas das empresas são partilhadas com os membros da comunidade e dividida de acordo com os níveis de utilizador e com o esforço empregado na geração do conteúdo.

### Modelo de negócio
O trivago não tinha publicidade ou patrocínios, gerava receitas através dos encaminhamentos dos utilizadores para os sites de reserva. Sempre que um utilizador clicava numa oferta e era reencaminhado para o site de reserva em causa este site pagava um valor ao trivago pelo encaminhamento. Este valor não era adicionado à conta dos utilizadores e os preços disponibilizados no trivago são sempre os preços finais, tais como constam dos sites de reserva onde o processo é finalizado.
Atualmente a trivago possui muitos comerciais espalhados pelo mundo e normalmente estão presente na maioria dos canais de TV a cabo.

### Índice de Preços trivago (tHPI)
O trivago Hotel Price Index (tHPI) é um estudo mensal que analisa a variação do preço médio por quarto duplo nos hotéis das principais cidades mundiais. Os valores fornecidos por mais de 200 sites de reserva e cadeias de hotéis criam o preço médio de hotel para cidades, regiões e países.
O cálculo dos dados é efectuado com base nos mais de dois milhões de pesquisas diárias realizadas no serviço de comparação de preços do trivago. Toda a informação sobre as pesquisas dos utilizadores é guardada, permitindo desta forma uma análise exacta do preço médio por quarto duplo do mês seguinte.

## Prêmios
- Travel Industry Club – Online Manager 2010 – 3° lugar – Malte Siewert[12]

- START AWARD NRW 2009 – Nominated in the category “Innovative Start-Up”[13]

- Travel Industry Club Award 2009 – Top 10 Finalist “Best Practice Award”[14]

- Travolution Awards 2009 – Shortlist “Best Travel Information Website"[15]

- Red Herring 100 – Winner 2008[16]

- Europe Innova, uma iniciativa da Comissão Europeia – Enterprise and Industry, named trivago GmbH as an example of helping develop the quality available in the tourism industry, as well as modernizing and supporting the local labor market.[17]